# Christopher Huldt
Christopher Nathanael Huldt (i riksdagen kallad Huldt i Umeå), född 17 maj 1827 i Umeå, död där 11 februari 1891, var en svensk jurist och riksdagspolitiker. 
Huldt blev student vid Uppsala universitet 1847 och avlade examen till rättegångsverken där 1852. Han blev vice häradshövding 1854 och vice auditör vid Västerbottens fältjägarkår 1857.
Som riksdagsman var Huldt ledamot av riksdagens första kammare 1883–1885 för Västerbottens län.